# Perşembe
Perşembe est une ville et un district de la province d'Ordu dans la région de la mer Noire en Turquie. Le nom original de la ville est Vona.